# Kováts Gyula (paleobotanikus)
Kováts Gyula (neve gyakran Kovács Gyula alakban is) (Buda, 1815. szeptember 15. – Buda, 1873. június 22.) paleobotanikus, botanikus. Gyűjtéseivel, leíró és rendszerező munkájával ő alapozta meg a magyar ősnövénytani kutatásokat. 1858-tól a Magyar Tudományos Akadémia levelező tagja volt. Botanikai szakmunkákban nevének rövidítése: „Kováts”.

## Élete
Bár egy családi utazás alkalmával Budán jött világra, családja Marosvásárhelyen élt. Az erdélyi városban nőtt fel, s itt végezte gimnáziumi tanulmányait is. 1830-ban a pesti egyetemre iratkozott be bölcsésztudományokat hallgatni, de egy évvel később váltóláza miatt felfüggesztette tanulmányait. Két éven keresztül Marosvásárhelyen élt, és főként botanizálással, illetve entomológiával (rovartannal) foglalkozott. 1833–1835-ben a kolozsvári Királyi Akadémiai Líceumban jogot tanult, de apja halálhírére tanulmányait megszakítva hazatért Marosvásárhelyre, és ismét botanikával kezdett foglalkozni. 1841–1844-ben a bécsi egyetemen tanult orvostudományt, ám oklevelet ezúttal sem szerzett. Még hat éven keresztül élt a császárvárosban, botanizált és a Kárpát-medencei flórára vonatkozó növénytani-szakirodalmi gyűjtéseit rendezte sajtó alá. 1847-ben itt, Bécsben házasodott meg, Márton József szótáríró (1771–1840) leányát, Máriát vette feleségül.
1851-ben kinevezték a Magyar Nemzeti Múzeum természetrajzi (ásvány-, növény- és állat-) tárának őrévé. Egészen 1865-ig végezte ezt a munkát, időközben a pesti egyetemen az 1861/1862-es tanévben az állattan, 1862/1863-ban a növénytan helyettes tanára is volt. A pesti évek alatt minden idejét botanikai, paleontológiai és ásványtani gyűjtőutaknak szentelte, fáradhatatlanul járta a magyarországi tájakat, s számottevő gyűjtéseivel gazdagította a Magyar Nemzeti Múzeum gyűjteményeit. 1852-ben beutazta Máramaros és Bereg vármegyéket, 1853-ban Nagybánya és Rézbánya vidékét, 1854-ben a Börzsöny déli részén, 1856-ban pedig Veszprém vármegyében gyűjtött. 1857-ben nagyobb felvidéki körutat tett, amelyen végigjárta Pozsony, Trencsén, Árva, Liptó, Szepes és Abaúj vármegyéket. 1858-ban Fejér vármegye déli részén és a Bakonyban járt természetrajzi gyűjtőúton, 1859-ben a Velencei-tó vidékét, 1860-ban Zemplén vármegye északi részeit, a Vértest és a Bakonyt, 1862-ben Veszprém, Zala, Vas, Baranya vármegyéket, valamint Kassa és Eperjes vidékét és a Cserhátot térképezte fel. 1863-ban a növénytan nyilvános rendes tanárává nevezték ki, de a neki rendelt tanszékét hirtelen jött agyvérzése, és ennek következményeként haláláig tartó megbénulása miatt nem tudta elfoglalni.

## Munkássága
Pályája elején kizárólag botanikával foglalkozott, figyelme 1850 körül fordult az ősnövénytan felé, de a növénytant, a florisztikai kutatásokat 1850-es–1860-as évekbeli vidékjárásai során sem hanyagolta el. Mindemellett életművének jelentősebb vonulata paleobotanikai munkássága, a Kárpát-medencei fosszilis flóra gyűjtése, leírása és tanulmányozása, amivel megalapozta a magyar ősnövénykutatást. Elsőként gyűjtötte össze és rendszerezte átfogóan Tokaj-Hegyalja megkövesedett növénymaradványait. Az Egyetemes magyar encyclopaedia számára mintegy négyszáz növény- és állattani szócikket írt meg. Brassai Sámuellel együtt készített, kéziratban maradt növénytani áttekintését (Új magyar füvészkönyv) halála után Brassai, illetve Kanitz Ágoston közölte szemelvényekben. Az állattan és az ősállattan is érdekelte, s e téren is kitüntette magát. 1846-ban az Aggteleki-barlangrendszerben ő fedezte fel azt a vak piócafajt, amelyet később az ő tiszteletére neveztek el (Typhlobdella kovatsii), az általa gyűjtött barlangimedve-csontokból (Ursus spelaeus) pedig egy komplett csontvázat rekonstruált.
Tudományos eredményei elismeréseként 1858-ban a Magyar Tudományos Akadémia levelező tagjává választották. A Magyar Orvosok és Természetvizsgálók Társasága állat-, élet- és növénytani szakosztályának 1845-től haláláig, a Magyarhoni Földtani Társulatnak 1850-től haláláig volt titkára, ez utóbbi társaság megszervezésében is jelentős szerepe volt. 1859–1861 között a Magyar Természettudományi Társulat alelnöki tisztét töltötte be.

## Főbb művei
- Az ausztriai birodalom, különösen Magyarország és Erdély ritkább szárított növényei, Bécs, 1844–1850 (több füzetben)
- Ungarns fossile Flora, in: Jahrbücher der geologischen Reichsanstalt VIII. 1851–1860
- Petrefacte der Ofener Gegend, in: Jahrbücher der geologischen Reichsanstalt VIII. 1851–1860
- Erdőbényei ásatag virány, Pest, 1856
- Tállyai ásatag virány, Pest, 1856

## Emlékezete
- Gönczy Pál: Emlékbeszéd Kovács Gyula levelező tag felett